# Morti nel 2012/Settembre
| Questa pagina contiene informazioni ricavate automaticamente dalle voci biografiche con l'ausilio del template Bio e di un bot. L'aggiornamento è periodico e automatico e ricostruisce completamente la pagina. Se manca una persona in questa lista, sei pregato di non aggiungerla, ma accertati piuttosto che la sua voce biografica contenga il template Bio e che i dati anagrafici siano correttamente compilati. Se il template Bio manca, inseriscilo tu stesso o, in alternativa, metti l'avviso {{tmp\|Bio}} che ne segnala la mancanza. Se i dati riportati sono sbagliati, correggi direttamente la voce biografica; le modifiche saranno visibili in questa lista entro pochi giorni. Per chiarimenti vedi il progetto biografie. La lista contiene solo le 142 persone che sono citate nell'enciclopedia e per le quali è stato implementato correttamente il template Bio. Pagina aggiornata al 26 lug 2025. |

- 1º settembre - Hal David, poeta e paroliere statunitense (n. 1921)
- 1º settembre - Cristanziano Serricchio, poeta e scrittore italiano (n. 1922)
- 2 settembre - Gerardo Agostini, politico italiano (n. 1919)
- 2 settembre - Piero Farulli, violista italiano (n. 1920)
- 2 settembre - Emmanuel Nunes, compositore portoghese (n. 1941)
- 3 settembre - Griselda Blanco, criminale colombiana (n. 1943)
- 3 settembre - Nelson Cenci, scrittore italiano (n. 1919)
- 3 settembre - Michael Clarke Duncan, attore statunitense (n. 1957)
- 3 settembre - Mahmoud El-Gohary, calciatore e allenatore di calcio egiziano (n. 1938)
- 3 settembre - Sun Myung Moon, predicatore sudcoreano (n. 1920)
- 3 settembre - Rui Nascimento, compositore di scacchi portoghese (n. 1914)
- 3 settembre - Charlie Rose, politico statunitense (n. 1939)
- 4 settembre - Leila Danette, attrice statunitense (n. 1909)
- 4 settembre - Albert Marre, regista teatrale statunitense (n. 1924)
- 4 settembre - Gaetano Vergazzola, calciatore e allenatore di calcio italiano (n. 1936)
- 5 settembre - Enrico Alba, politico italiano (n. 1921)
- 5 settembre - Rosalba Archilletti, cantante italiana (n. 1947)
- 5 settembre - Mirella Avalle, velocista italiana (n. 1922)
- 5 settembre - Ediz Bahtiyaroğlu, calciatore bosniaco (n. 1986)
- 5 settembre - Maria Becker, attrice tedesca (n. 1920)
- 5 settembre - Mario Maldesi, direttore del doppiaggio, dialoghista e attore italiano (n. 1922)
- 5 settembre - Christian Marin, attore francese (n. 1929)
- 5 settembre - Joe South, cantautore e chitarrista statunitense (n. 1940)
- 6 settembre - Jerome Kilty, attore e drammaturgo statunitense (n. 1922)
- 6 settembre - Amedeo Lia, ingegnere, imprenditore e collezionista d'arte italiano (n. 1913)
- 6 settembre - Óscar Pablo Rossi, calciatore argentino (n. 1930)
- 7 settembre - Leszek Drogosz, pugile e attore polacco (n. 1933)
- 7 settembre - Aleksandr Maksimenkov, allenatore di calcio e calciatore sovietico (n. 1952)
- 8 settembre - Enrico Bagnoli, fumettista e illustratore italiano (n. 1925)
- 8 settembre - Peter Hussing, pugile tedesco (n. 1948)
- 8 settembre - Thomas Szasz, psichiatra e attivista ungherese (n. 1920)
- 8 settembre - Corrado Vivanti, storico italiano (n. 1928)
- 8 settembre - Elizabeth Wood-Ellem, biografa, saggista e storica australiana (n. 1930)
- 9 settembre - Vittorio Colò, multiplista e allenatore di atletica leggera italiano (n. 1911)
- 9 settembre - Mario Ferrero, regista italiano (n. 1922)
- 9 settembre - Verghese Kurien, ingegnere e imprenditore indiano (n. 1921)
- 9 settembre - Désiré Letort, ciclista su strada francese (n. 1943)
- 9 settembre - Roberto Silva, cantante e compositore brasiliano (n. 1920)
- 9 settembre - Ron Tindall, allenatore di calcio e calciatore inglese (n. 1935)
- 10 settembre - Lance LeGault, attore statunitense (n. 1935)
- 11 settembre - Rolf Bjørn Backe, calciatore norvegese (n. 1934)
- 11 settembre - Tibor Csernai, calciatore ungherese (n. 1938)
- 11 settembre - Sergio Livingstone, calciatore cileno (n. 1920)
- 11 settembre - Christopher Stevens, ambasciatore statunitense (n. 1960)
- 11 settembre - László Tóth, operaio ungherese (n. 1938)
- 12 settembre - Cesare Colafemmina, storico, scrittore e biblista italiano (n. 1933)
- 12 settembre - Davor Grčić, calciatore jugoslavo (n. 1930)
- 12 settembre - Rafał Piszcz, canoista polacco (n. 1940)
- 12 settembre - Sid Watkins, neurologo e chirurgo inglese (n. 1928)
- 13 settembre - Dilhan Eryurt, astrofisica turca (n. 1926)
- 13 settembre - Pini Segna, fumettista, pittore e partigiano italiano (n. 1925)
- 13 settembre - Otto Stich, politico svizzero (n. 1927)
- 14 settembre - Predrag Brzaković, calciatore e giocatore di calcio a 5 serbo (n. 1964)
- 14 settembre - Stephen Dunham, attore statunitense (n. 1964)
- 14 settembre - Guido Mantella, politico italiano (n. 1924)
- 14 settembre - Alceo Moretti, pubblicitario, giornalista e politico italiano (n. 1921)
- 14 settembre - Roberto Roversi, scrittore, poeta e paroliere italiano (n. 1923)
- 14 settembre - Louis Simpson, poeta giamaicano (n. 1923)
- 14 settembre - András Szente, canoista ungherese (n. 1939)
- 15 settembre - Pier Giovanni Anchisi, attore e sceneggiatore italiano (n. 1928)
- 15 settembre - Paul Bateson, assassino statunitense (n. 1940)
- 15 settembre - Carlos Calderón de la Barca, calciatore messicano (n. 1934)
- 15 settembre - Olga Ferri, ballerina argentina (n. 1928)
- 15 settembre - Pierre Mondy, attore e regista francese (n. 1925)
- 16 settembre - Luc Barnier, montatore francese (n. 1954)
- 16 settembre - Pietro Maroso, allenatore di calcio, calciatore e dirigente sportivo italiano (n. 1934)
- 16 settembre - Ego Spartaco Meta, politico e antifascista italiano (n. 1924)
- 16 settembre - Charlie Sells, cestista statunitense (n. 1940)
- 16 settembre - Ragnhild di Norvegia, principessa norvegese (n. 1930)
- 17 settembre - Pavel Kazakov, arbitro di calcio sovietico (n. 1928)
- 17 settembre - Édouard Leclerc, imprenditore francese (n. 1926)
- 17 settembre - Manne Praeker, produttore discografico, bassista e cantante tedesco (n. 1951)
- 17 settembre - Mario Specchio, scrittore, poeta e traduttore italiano (n. 1946)
- 17 settembre - Musa'id bin Sa'ud Al Sa'ud, principe, politico e diplomatico saudita (n. 1927)
- 18 settembre - Santiago Carrillo, politico e scrittore spagnolo (n. 1915)
- 18 settembre - Jorge Manicera, calciatore uruguaiano (n. 1938)
- 18 settembre - Horst Prinzbach, chimico tedesco (n. 1931)
- 18 settembre - Steve Sabol, regista statunitense (n. 1942)
- 19 settembre - Bernard Behrens, attore britannico (n. 1926)
- 19 settembre - Víctor Cabedo, ciclista su strada spagnolo (n. 1989)
- 19 settembre - Janina Chłodzińska, cestista polacca (n. 1936)
- 19 settembre - Gianfranco Dell'Innocenti, calciatore e allenatore di calcio italiano (n. 1925)
- 19 settembre - Glauco Felici, traduttore italiano (n. 1946)
- 19 settembre - Rino Ferrario, calciatore italiano (n. 1926)
- 19 settembre - Bernard Guillemain, storico francese (n. 1923)
- 19 settembre - Sergio Lanza, presbitero e teologo italiano (n. 1945)
- 19 settembre - Leonard Lerman, biologo statunitense (n. 1925)
- 19 settembre - Giovanni Porcellana, politico italiano (n. 1928)
- 20 settembre - Fortunato Baldelli, cardinale e arcivescovo cattolico italiano (n. 1935)
- 20 settembre - Herbert Rosendorfer, giurista e scrittore tedesco (n. 1934)
- 21 settembre - Henry Bauchau, scrittore e psicanalista belga (n. 1913)
- 21 settembre - Ed Conlin, cestista e allenatore di pallacanestro statunitense (n. 1933)
- 21 settembre - Yehuda Elkana, filosofo e docente israeliano (n. 1934)
- 21 settembre - Arrigo Gattai, dirigente sportivo italiano (n. 1928)
- 21 settembre - Sven Hassel, scrittore danese (n. 1917)
- 21 settembre - Bob Hodges, cestista statunitense (n. 1930)
- 21 settembre - Ken Larsen, cestista canadese (n. 1935)
- 21 settembre - Adalberto Minucci, giornalista e politico italiano (n. 1932)
- 21 settembre - Bruno Schettino, arcivescovo cattolico italiano (n. 1941)
- 21 settembre - Mike Sparken, pilota automobilistico francese (n. 1930)
- 22 settembre - Trevor Davies, cestista britannico (n. 1928)
- 23 settembre - Bodo Bittner, bobbista tedesco (n. 1940)
- 23 settembre - Emilio De Sanzuane, paroliere, compositore e editore italiano (n. 1920)
- 23 settembre - Rad'ja Erošina, fondista sovietica (n. 1930)
- 23 settembre - Maria Pia Gardini, imprenditrice italiana (n. 1936)
- 23 settembre - Pavel Gračëv, generale russo (n. 1948)
- 23 settembre - Rémy Lécluse, alpinista e scialpinista francese (n. 1964)
- 23 settembre - Mario Pincherle, scrittore italiano (n. 1919)
- 23 settembre - Corrie Sanders, pugile sudafricano (n. 1966)
- 24 settembre - Pierre Adam, pistard francese (n. 1924)
- 24 settembre - Carlo Oliva, giornalista, conduttore radiofonico e docente italiano (n. 1943)
- 24 settembre - Evelyne Papale Terras, tennista francese (n. 1944)
- 24 settembre - Gianfranco Pintore, giornalista e scrittore italiano (n. 1939)
- 25 settembre - Wilfried Bode, pallanuotista tedesco (n. 1929)
- 25 settembre - John Bond, calciatore e allenatore di calcio britannico (n. 1932)
- 25 settembre - André Giamarchi, allenatore di calcio e calciatore francese (n. 1931)
- 25 settembre - Brando Giordani, giornalista, regista e autore televisivo italiano (n. 1931)
- 25 settembre - Franco Luison, calciatore italiano (n. 1934)
- 25 settembre - Achille Solano, archeologo italiano (n. 1933)
- 25 settembre - Mila Vannucci, attrice italiana (n. 1927)
- 25 settembre - Andy Williams, cantante, attore e showman statunitense (n. 1927)
- 26 settembre - M'el Dowd, attrice e cantante statunitense (n. 1933)
- 26 settembre - Johnny Lewis, attore statunitense (n. 1983)
- 26 settembre - Renato Massari, politico italiano (n. 1920)
- 26 settembre - Juan Carlos Vicario, ciclista su strada spagnolo (n. 1971)
- 27 settembre - Aleksandr Gorelik, pattinatore artistico su ghiaccio sovietico (n. 1945)
- 27 settembre - Herbert Lom, attore ceco (n. 1917)
- 27 settembre - Piero Melograni, storico, saggista e scrittore italiano (n. 1930)
- 28 settembre - Avraham Adan, generale israeliano (n. 1926)
- 28 settembre - Nello Aprile, architetto e saggista italiano (n. 1914)
- 28 settembre - Juan Baena, calciatore spagnolo (n. 1950)
- 28 settembre - Michael O'Hare, attore statunitense (n. 1952)
- 28 settembre - Piero Luigi Vigna, magistrato italiano (n. 1933)
- 29 settembre - Hebe Camargo, conduttrice televisiva, attrice e cantante brasiliana (n. 1929)
- 29 settembre - Enrico Colombo, sceneggiatore e produttore cinematografico italiano (n. 1929)
- 29 settembre - Antonio Maria Mucciolo, arcivescovo cattolico italiano (n. 1923)
- 29 settembre - Hathloul bin Abd al-Aziz Al Saud, principe e dirigente sportivo saudita (n. 1942)
- 30 settembre - Turhan Bey, attore austriaco (n. 1922)
- 30 settembre - Barry Commoner, biologo e politico statunitense (n. 1917)
- 30 settembre - Autran Dourado, scrittore brasiliano (n. 1926)
- 30 settembre - Wade Miller, scrittore statunitense (n. 1920)
- 30 settembre - Barbara Ann Scott, pattinatrice artistica su ghiaccio canadese (n. 1928)